# Saison 1 de L'Apprentie maman
 (septembre 2017).
Si vous disposez d'ouvrages ou d'articles de référence ou si vous connaissez des sites web de qualité traitant du thème abordé ici, merci de compléter l'article en donnant les références utiles à sa vérifiabilité et en les liant à la section « Notes et références ».
Chronologie
Saison 2
Cet article présente les épisodes de la première saison de la série L'Apprentie maman diffusée entre le 29 septembre 2013 au 12 juin 2014 sur Nickelodeon.
En France, la première saison est diffusée entre le 28 août 2017 au 2 octobre 2017 sur Nickelodeon Teen.

## Épisodes

### 1.Famille surprise(Pilot)
- États-Unis: 29 septembre 2013
- France: 28 août 2017

- États-Unis: 1,27 million de téléspectateurs

### 2.La ronde des menteurs(The Lying Game)
- États-Unis: 6 octobre 2013
- France: 4 septembre 2017

- États-Unis: 1,17 million de téléspectateurs

### 3.Mère d’orchestre(Harp & Soul)
- États-Unis: 13 octobre 2013
- France: 30 août 2017

- États-Unis: 1,24 million de téléspecateurs

### 4.Le diable mesure un mètre dix(Forty-Two Inches of Pure Evil)
- États-Unis: 20 octobre 2013
- France: 1er septembre 2017

- États-Unis: 1,30 million de téléspectateurs

### 5.L'anti-rencard(Not a Date)
- États-Unis: 27 octobre 2013
- France: 6 septembre 2017

- États-Unis: 1,20 million de téléspectateurs

### 6.Une maman Rock'n'Roll(Rock Mom)
- États-Unis: 3 novembre 2013
- France: 8 septembre 2017

- États-Unis: 1,29 million de téléspectateurs

### 7.Danse avec les louves(Dances with She-Wolves)
- États-Unis: 10 novembre 2013
- France: 31 août 2017

- États-Unis: 0,86 million de téléspectateurs

### 8.Blogueuse un jour, blogueuse toujours(In Blog We Trust)
- États-Unis: 24 novembre 2013
- France: 29 août 2017

- États-Unis: 0,88 million de téléspectateurs

### 9.La Maggie de Noël(The Gift of the Maggies)
- États-Unis: 8 décembre 2013
- France: 14 septembre 2017

- États-Unis: 1,02 million de téléspectateurs

### 10.Vacances à domicile(Staycation)
- États-Unis: 5 janvier 2014
- France: 7 septembre 2017

- États-Unis: 1,07 million de téléspectateurs

### 11.La baby-sister(Babysit This)
- États-Unis: 12 janvier 2013
- France: 11 septembre 2017

- États-Unis: 1,14 million de téléspectateurs

### 12.Dîner de l’extrême(Dine Hard)
- États-Unis: 19 janvier 2014
- France: 13 septembre 2017

- États-Unis: 1,18 million de téléspectateurs

### 13.Bijoux de famille(True Romance)
- États-Unis: 9 février 2014
- France: 18 septembre 2017

- États-Unis: 0,97 million de téléspectateurs

### 14.Le choix des enfants(A Kids' Choice)
- États-Unis: 29 mars 2013
- France: 2 octobre 2017

- États-Unis: 3.44 millions de téléspectateurs

### 15.Tout travail mérite salaire(Chore Money, Chore Problems)
- États-Unis: 3 avril 2014
- France: 21 septembre 2017

- États-Unis: 1,67 million de téléspectateurs

### 16.Requiem pour M. Poil-Poil(Requiem for Mr. Floppity)
- États-Unis: 10 avril 2014
- France: 12 septembre 2017

- États-Unis: 1,35 million de téléspectateurs

### 17.Fripe-frac(Buy Any Jeans Necessary)
- États-Unis: 17 avril 2014
- France: 15 septembre 2017

- États-Unis: 1,46 million de téléspectateurs

### 18.Maman à distance(Distant Mom)
- États-Unis: 24 avril 2014
- France: 22 septembre 2017

- États-Unis: 1,61 million de téléspectateurs

### 19.Les campeurs de l'extrême(Camp Fear)
- États-Unis: 1er mai 2014
- France: 19 septembre 2017

- États-Unis: 1,61 million de téléspectateurs

### 20.La fête des vraies mères(Not Your Mother's Day)
- États-Unis: 8 mai 2014
- France: 29 septembre 2017

- États-Unis: 1,38 million de téléspectateurs

### 21.L’enchère de la dernière chance(The Last Auction Hero)
- États-Unis: 29 mai 2014
- France: 26 septembre 2017

- États-Unis: 1.54 de téléspectateurs

### 22.48 heures(48 Hours)
- États-Unis: 5 juin 2014
- France: 5 septembre 2017

- États-Unis: 1,27 million de téléspectateurs

### 23.Une vieille connaissance(Should Old Acquaintance Be for Hire)
- États-Unis: 12 juin 2014
- France: 27 septembre 2017

- États-Unis: 0,98 million de téléspectateurs